# إنخا باباكوفا
إنخا باباكوفا (بالأوكرانية: Бабакова Інга Альвідосівна) هي متسابقة قفز عالي أوكرانية ولدت في يوم 26 يونيو 1967 في مدينة عشق آباد في جمهورية تركمانستان الاشتراكية السوفيتية. مثلت الاتحاد السوفيتي وأوكرانيا. حطمت الرقم القياسي العالمي في القفز العالي في سنة 1994 بعد أن حققت قفزة بعلو 2.05 متر، لكن الرقم حطم في السنة التالية من قبل البلغارية ستيفكا كوستادينوفا. أبرز انجازاتها هو فوزها بالميدالية البرونزية في دورة الألعاب الأولمبية الصيفية 1996 في أتلانتا. كما فازت بالميدالية الذهبية في بطولة العالم لألعاب القوى 1999 في إشبيلية وفازت بالميدالية الفضية في بطولة العالم لألعاب القوى 1997 في أثينا وبطولة العالم لألعاب القوى 2001 في إدمونتون وبالميدالية البرونزية في بطولة العالم لألعاب القوى 1991 في طوكيو وبطولة العالم لألعاب القوى 1995 في غوتنبرغ.

## وصلات خارجية
إنخا باباكوفا على موقع الاتحاد الدولي لألعاب القوى (الإنجليزية)
- إنخا باباكوفا على موقع اللجنة الأولمبية الدولية (الإنجليزية)
- إنخا باباكوفا على موقع أوليمبيديا (الإنجليزية)